# メトロイドプライム
『メトロイドプライム』（METROID PRIME）は、レトロスタジオが開発し、2003年2月28日に任天堂から発売されたニンテンドー ゲームキューブ専用ゲームソフト。アメリカでは2002年11月15日、ヨーロッパでは2003年3月21日に発売。FPSを中心として、アクションゲームの要素も取り入れられている。
2009年2月19日に『Wiiであそぶ メトロイドプライム』としてWii向けに移植され、2023年2月9日にはリマスター版となるNintendo Switch用ソフト『メトロイドプライム リマスタード』が配信開始された（#他機種版）。

## ゲーム内容
物語の時系列はメトロイドシリーズ1作目『メトロイド』と2作目『メトロイドII RETURN OF SAMUS』の間で、人工生命体・メトロイドと謎のエネルギー物質・フェイゾンを巡る話が展開される。
これまでのメトロイドシリーズはサイドビュー（横視点）で描写されていたが、今作は主人公であるサムスの視点（主観視点）によるファーストパーソン・シューティング方式が採用されている。本作は従来作と比べると謎解き的要素が多く、プライムシリーズの特徴と言えるビームやバイザーなどを的確に使い分け、複雑なフィールドの仕掛けに挑戦していく作品である。
メインのゲーム画面は、サムスが装着しているパワードスーツのヘルメット部分にあるバイザーを通して見ているという設定になっており、バイザー上に様々な情報が表示される。バイザーは、基本的な情報を表示する「コンバットバイザー」や、対象物の情報を読み取ったり仕掛けを作動させたりする「スキャンバイザー」などがあり、これらを状況に応じて使い分けることが本作を含むメトロイドプライムシリーズの特徴的なシステムとなっている。
ゲームをクリアすると難易度ハードモードが追加される。またスキャン率を上げるとイメージギャラリーが解除される。ギャラリーでは今作と『メトロイドフュージョン』の設定資料が見られる。ほか、アイテム回収率を75%以上にしてクリアするとサムスの素顔が見られる。また100%にしてクリアするとエンディング後に隠しムービーを見ることができる。
ゲームキューブ本体とゲームボーイアドバンス本体をGBAケーブルで繋いで『メトロイドフュージョン』と連動させる事によりシリーズ1作目『メトロイド』を遊ぶことができる。またクリア後にはフュージョン仕様のスーツを選べるようになる。

## ストーリー
惑星ゼーベスにおけるサムス・アランの活躍（『メトロイド』）により、宇宙の平和を脅かすスペースパイレーツは全滅したと思われていたが、惑星ゼーベスの軌道上では戦禍を逃れたパイレーツの一団が居た。
生き残った部隊は二つに分かれ、一方はゼーベスに再び戻り要塞の再建を目指し（その再建されたゼーベスが舞台となるのが『スーパーメトロイド』である）、もう一方は新たな星での要塞再建を目指して強力なエネルギー反応のある惑星ターロンIVに降り立った。そこで目にしたものはかつて鳥人族の文明がその場所にあったことを示す遺跡の数々だった。
やがて彼らは、謎のエネルギーが遺跡の一つである神殿の地下に封印されている隕石から漏れ出していることを突き止めた。後にこのエネルギー物質を「フェイゾン」と名付け、この物質には生物を突然変異させる特性があることが分かったスペースパイレーツは、ターロンIVの生物にフェイゾンを組み合わせる生物実験を始めると共に神殿地下に封印されたフェイゾンの核である隕石を手に入れようとするが、神殿の封印を解くことができず、入手に困難を極めていた。
その頃、サムスのスターシップのレーダーがターロンIVの軌道上に浮かんでいるスペースパイレーツの宇宙船を発見する。宇宙船の内部に進入したサムスは、そこでフェイゾンでの生物実験の結果を目撃する。

## フェイゾン
英語表記はPhazon。生物の遺伝子に影響を与える放射性物質。被曝した生物は死亡、もしくは突然変異を起こし、その毒性に耐えられるように身体機能が著しく変化する。基本的には岩石に浸透して鉱石の形になるが、この鉱石は非常に危険な性質を持っており、生身で触れれば、たとえフェイゾンによって突然変異をした生命体でも一瞬にして死に至ってしまう。またコンバットバイザーの危険感知機能にも警告で反応する通り、パワードスーツを装着したサムスが接触しただけでもかなりのダメージを負う。パイレーツはこの鉱石を採掘し、仲間のパイレーツやメトロイドに注入して実験を行った。また、この鉱石の中には意思を持つものも存在しており、これをコアとしたサーダスと呼ばれる無機生命体が存在する。通常は毒々しい青色をしているが、濃度の濃いものは赤色（一部攻略本では『フェイゾンマグマ』と表記）や黒色に変色する。なお、惑星ターロンIVと同時期に惑星エーテルでも確認されているが、どちらの惑星もフェイゾンを含有する隕石の襲来によりフェイゾンがもたらされ、その隕石の発生源は惑星フェイザである。

## ステージ
惑星ターロンIV（Planet Tallon IV）
今作の冒険の舞台。ゼーベスと同じ星系の第五惑星。かつては鳥人族が暮らしており、豊かな生態系が存在していた。しかしフェイゾンの隕石が落下したことにより惑星中がフェイゾンに汚染され、生態系が大きく変化した。鳥人族はフェイゾンの核である隕石を封印するためにクレーターに神殿を建造し、12個の「チョウゾアーティファクト」を鍵として封じ込め、さらにフェイゾンを根絶してくれる者がいつか訪れることを願い、数々の武器を遺跡に配置した。その後パイレーツがこの惑星を発見し、基地を設けてフェイゾンを採掘し様々な実験を行っている。元来のメトロイドの舞台であったゼーベスやSR388と異なり、行動範囲は地下に限らず、多種多様なエリアが探索の舞台となる。惑星の質量は5.1兆テラトンである。
主なエリア
フリゲートオルフェオン（Frigate Orepheon）
惑星ターロンIVの軌道上に浮かぶパイレーツの宇宙船。サムスが救難信号をキャッチし初めに訪れる場所である。ゼーベスの戦火を逃れたパイレーツがフェイゾンを使用して生体実験を行っていたが、サムスの到着時には実験体の暴走によりすでに大ダメージを受けていた。また、ゼーベスで死亡したパイレーツの最高司令官・リドリーをメタリドリーとして復活させる作業も行われていた。サムスが実験体のひとつであるパラサイトクイーンを動力炉に落下させたことで壊滅し、ターロンIVに墜落する。
墜落前は最初にサムスが攻略することとなるチュートリアル的マップであり、マップステーションや仕掛けが存在する。墜落後もターロンオーバーワールドに存在する跡地に訪れることが可能。
ターロンオーバーワールド（Tallon Overworld）
フリゲートオルフェオンから脱出したサムスが最初に降り立つエリア。森に覆われ常に雨が降り注ぎ、様々な生物が生息している。フェイゾンの隕石が落下したクレーターがある地点で、様々なエリアと連結している。なお、このエリアはゲームの進捗度によりBGMが変化する（最初に訪れた際のBGMは『メトロイド』のエリアの一つである「ブリンスタ」のBGMのアレンジ版である）。
チョウゾルーインズ（Chozo Ruins）
ターロンIVに住んでいた鳥人族が遺した遺跡。すでに鳥人族は存在しておらず荒廃、砂漠化が進んでいるが、数々の防衛兵器やパワードスーツのアイテムはそのまま残っている。フェイゾンの影響で変異した植物「フラーグラ」の排出する毒素に遺跡全体が汚染され、遺跡内に流れる水は全てパワードスーツを装着したサムスにもダメージを与えるほどの強酸性となっている（撃破後、浄化される）。遺跡には鳥人族の碑文（チョウゾロア）もあり、鳥人族の歴史や当時の苦しみを知ることができる。
ラヴァケイブス（Lava Caves）
灼熱の溶岩に満たされた洞窟。一直線に近い構造になっており、かつては鳥人族が各エリアに移動する際に用いていた連絡通路だった。すでにパイレーツの手が加えられており、簡易基地や地熱を利用した発電所が設けられている。バリアスーツを入手していないとダメージを受け続ける部屋が多い。
BGMには『スーパーメトロイド』での「ノルフェア深部」のアレンジ版が使用されている。
アイスバレイ（Ice Valley）
氷と雪に閉ざされた極寒の地。チョウゾルーインズほどではないが鳥人族の遺跡が点在している。また、低温気候によりメトロイド保管に適しているため、パイレーツはこの場所に研究所を兼ねた基地を建造して実験をしており、フェイゾン鉱石を使用した無機生命体「サーダス」の戦闘実験も行われている。
エリア最端部は広大な地底湖が広がる鍾乳洞が存在し、水没地点が多くパイレーツの手が加えられていない（ドローンやフライングパイレーツによる偵察は行われている）。
フェイゾンマインズ（Phazon Mines）
ターロンIVにおけるスペースパイレーツの本拠地。最もフェイゾンが集中しているクレーター付近に建造されており、パイレーツはここでフェイゾンの採掘を行なっている。また、エリア内には遺伝子変化によるフェイゾン強化パイレーツが配置されている。研究をメインとする1F、強化パイレーツである「エリートパイレーツ」を低温冬眠タンクで保存するB1、多くのメトロイドと最強のエリートパイレーツ「オメガパイレーツ」が配置されたB2の3層に分かれている。
インパクトクレーター（Impact Crater）
ラストステージ。隕石の衝突地点。12個全てのチョウゾアーティファクトを集めることで、ターロンオーバーワールドにあるアーティファクト神殿から到達できる。クレーターには洞窟のようなものがあり、内部には非常に高濃度の赤色フェイゾンが存在しており、デバイドメトロイドが無限に湧いてくる。最深部にはターロンIVのフェイゾンの発生源であり本作の最終ボス「メトロイドプライム」が眠っている。

## ボス
パラサイトクイーン(Parasite Queen)
フリゲートオルフェオン内で行われていたパイレーツのフェイゾン実験による、パラサイトの強大な突然変異体。口から破壊力のあるエネルギービームを発射する事が可能な人工強化パラサイト。フリゲート艦のメイン動力部に展開されているシールドの内側におり、攻撃を跳ね返すシールドを時々高速回転させて、こちらの攻撃を妨害する。
突然変異の影響で、顎の周りに異常発達した筋肉組織を持ち、前足には金属をも貫通する強度を持った爪が備わっている。また、口内に酸を含んだ流動性の液胞を持ち、成長と共に反射機能を兼ね備え硬度を増した甲羅など、外部からの攻撃にも十分に対応する事ができる。尾の先端に生殖器官の一部である開口部を持ち、パラサイトの卵は不溶解性の殻により、母親の酸性の体液から身体を保護しているようだが、作中で幼生パラサイトを産む描写はない。
フェイゾン注入実験による最初の成功例の模様。全ての実験体で力や大きさ、攻撃性の増幅が認められ、数体は形状の変化も発生したが、これ以外の実験体は第3注入後も生存している実験体の大半が制御不能で処分せざるを得ず、第4注入後の死亡率は100％であった。
『メトロイドプライム3 コラプション』でも、惑星エリシアのパイレーツ生物研究所にパラサイトクイーンと思われる個体が存在する（内骨格が透けているため死骸のように見えるが、よく見ると小刻みに動いており、生きていることが分かる）。この個体は強い突然変異の影響で、元の生物を特定できなかった。
『大乱闘スマッシュブラザーズX』では、閲覧用のフィギュア及びフリゲートオルフェオンのステージ背景に登場している。
　『リマスタード』では外見モデルが『大乱闘スマッシュブラザーズ』版に近い、赤みがかった体色の物に変更されており、頭部がやや大きくなっている。
ハイブトーテム(Hive Mecha)
チョウゾルーインズに配備されている、鳥人族が造ったアイテム防御ユニット。武装は無く有機的なユニットを保護、連動する事で敵を排除する防御メカノイドで、高硬度の金属装甲を持つが、有機ユニットの誘導時に未装甲部分が露出する。
ハイブトーテム自体は攻撃をしてこないが、特殊なシグナルを出し、ハチのような敵・ブラッドワスプを呼ぶ。
ジャイアントビートル(Plated Beetle)
巨大な昆虫。チョウゾルーインズに生息しており頭部の甲殻は金属よりも硬く、角状の部分を武器に突進攻撃をする。
ゲーム中盤になると普通の雑魚敵と同様に登場するようになるが、耐久力は以前戦った時よりも低くなっている。
アサルトバーナAO-1837(Incinerator Drone)
チョウゾルーインズに配備されている鳥人族が造った火炎放射型のアイテム防御ユニット。内部はアイテムを保管できる造りになっている。
敵を排除するようにプログラムされており回転しながら火炎を放射する。回転を維持するために一時的に内部構造を露出する。ダメージを受けると、上部のポイズンワスプの巣に火炎を放射してしまい、ポイズンワスプが同時に襲ってくるようになる。ポイズンワスプハイブは、火炎放射以外では破壊できない。
フラーグラ(Flaahgra)
チョウゾルーインズの噴水に取り付いたフェイゾンの影響による突然変異植物。巨大な花の中央から、蟷螂のような外見のめしべが生えている。基本的に植物の特性を強く持ちながら動物の運動機能を合わせ持つクリーチャー。細胞に特殊な葉緑素を持ち、超高速の光合成により活動エネルギーを得ている。その際、酸素ではなく強力な毒素を発生するためルーインズの水質が汚染された（撃破後、浄化される）。フラーグラが排水溝に沿って生やしている触手の奥には、中央神経系統が位置している。
攻撃手段はめしべからの毒性の弾を吐く、鎌状の葉を振り下ろす、毒性の草を発生させるなどである。
ウェイブバスターで直にダメージを与えられるという裏設定がある（対峙したその時点でのウェイブバスター入手は不可能）。
シーゴース(Sheegoth)
背中にクリスタルの甲羅を持つ二足歩行の巨大生物。アイスバレイでは最強とされる捕食動物である。
甲羅からエネルギーを吸収し、口から氷塊を発射する。また、冷気の覇気だしや体当たりなどの攻撃も行う。
ジャイアントビートル同様、ゲーム中盤からは耐久力が低くなった個体が出現するようになる。
サーダス(Thardus)
スペースパイレーツが行った「プロジェクト・タイタン」の実験体で、フェイゾン鉱石化した岩石で構成されている無機生命体。サーダス自身が放つフェイゾン放射線により自動ターゲットシステムは機能せず、サーモバイザー（周囲の高温部分を感知するバイザー）を切り替えてターゲットポイントをサーチする必要がある。
岩石を飛ばす、丸まって体当たり、サムスを凍らせる氷の波で敵を氷に閉じ込めるといった攻撃を行う。
エリートパイレーツ(Elite Pirate)
「プロジェクトヘリックス」と呼ばれる、フェイゾンを使ったDNA実験により生み出されたフェイゾン強化パイレーツ。
フェイゾンマインズ内の低温冬眠タンクに数体保管されており、一部の者はタンクを突き破りサムスに襲い掛かる。
背中にはプラズマキャノン砲を装備している。またエネルギー吸収システムを装備しており、ビーム攻撃を吸収して衝撃波を生成する。
ドローンMK-II
ステルス装置を装備したドローン。攻撃は普通のドローンと同じだがステルス装置がある為ロックオン・スキャンは不可能。
フェイゾンエリート(Phazon Elite)
高濃度のフェイゾンを注入されたエリートパイレーツの実験体である。
こちらはエリートパイレーツとは違いプラズマキャノンは装備していないが、耐久力は高く、動作も機敏。倒すとチョウゾアーティファクトが出現する。
オメガパイレーツ(Omega Pirate)
エリートパイレーツプログラムの最終形態。
両肩と両足にフェイゾン装甲を持っており、破壊されても近くにあるフェイゾンを吸収し再生する。
吸収の際には姿が透明になってテレポートし、この際、パイレーツの強化体である「トゥルーパー」系の敵を呼び出す。
メタリドリー(Meta Ridley)
パイレーツの遺伝子工学と機械化で復活したリドリーのメタフォーム。薄い胸部装甲を高反発性の表皮で保護しており、翼で滑空しながらマルチミサイルや追尾性ブレス、ボムランチャー等の武器で攻撃する。一定ダメージを与えると翼が燃えて地上に降り、突進攻撃などを行うようになる。
メトロイドプライム(スパイダー) (Metroid Prime)
ターロンIVのフェイゾン源と推察される異常生命体。一切の攻撃を受け付けないクモのような甲殻の中から両目をのぞかせている。ビームやミサイルなどで攻撃し、こちらの攻撃をある程度当てると体色が変化し、攻撃と防御の属性も変化する。
メトロイドプライム(ヘッド) (Second Form)
本作の最終ボスで、甲殻の中から姿を現したメトロイドプライムの本体。人間の頭部から複数の触手が伸びたような容姿をしており、空中に浮遊している。
同心円状に広がる衝撃波での攻撃を行う。また、フェイゾン溜まりを作り出してメトロイドを産出し、その際に姿を消して通常のバイザーでは視認できなくなる。
サムスがフェイゾン溜まりに入ることにより「フェイゾンビーム」が使用可能となる。

## その他
- フェイゾンマインズのボスは最初の計画では「クレイド」になる予定だった。[4]

## 他機種版
2009年2月19日に発売された『Wiiであそぶ メトロイドプライム』は「Wiiであそぶセレクション」の1作である。
リマスター版となるNintendo Switch用ソフト『メトロイドプライム リマスタード』は2023年2月9日に配信されたWeb番組「Nintendo Direct 2023.2.9」の中で発表され、同日にダウンロード版が配信開始された。またパッケージ版が同年3月3日に発売された。

### Wii版での変更点
『Wiiであそぶセレクション』版では一部の仕様が、『メトロイドプライム3 コラプション』を基準としたものに変更されている。詳しくは『プライム3』の項も参照。
操作はWiiリモコンとヌンチャクにのみ対応しており、他のコントローラ及びWiiリモコン単体には対応していない。操作方法は『プライム3 コラプション』とほぼ同様であり、Wiiリモコンのポインタで照準と視界を調整し、GC版と違い攻撃しながらサムスを動かすことも可能。ビームの種類変更はバイザー変更と同様の方法で行う。
おまけ要素の入手方法もGC版のスキャン率とゲームクリアに応じた解禁から変更され、『プライム3 コラプション』と同様にスキャン率増加やボス敵の撃破などで収集できる「クレジット」を交換して入手し、ゲーム進行（主に新パワードスーツの入手）に応じて交換可能な項目が増えていく。
また、『プライム3 コラプション』からの要素として、ゲームクリア後にスキャン率データを受け継いでの2周目プレイが行えるようになり、スキャン率100%への難易度が若干下がっている。
『メトロイドフュージョン』との連動要素はカットされたため、初代『メトロイド』は遊べなくなったが、フュージョンスーツでのプレイはゲームクリア後にクレジット交換で可能となる。
また、ハードの性能上昇に伴ってGC版に比べて画質が大幅に向上している。